# Olivia de Havilland

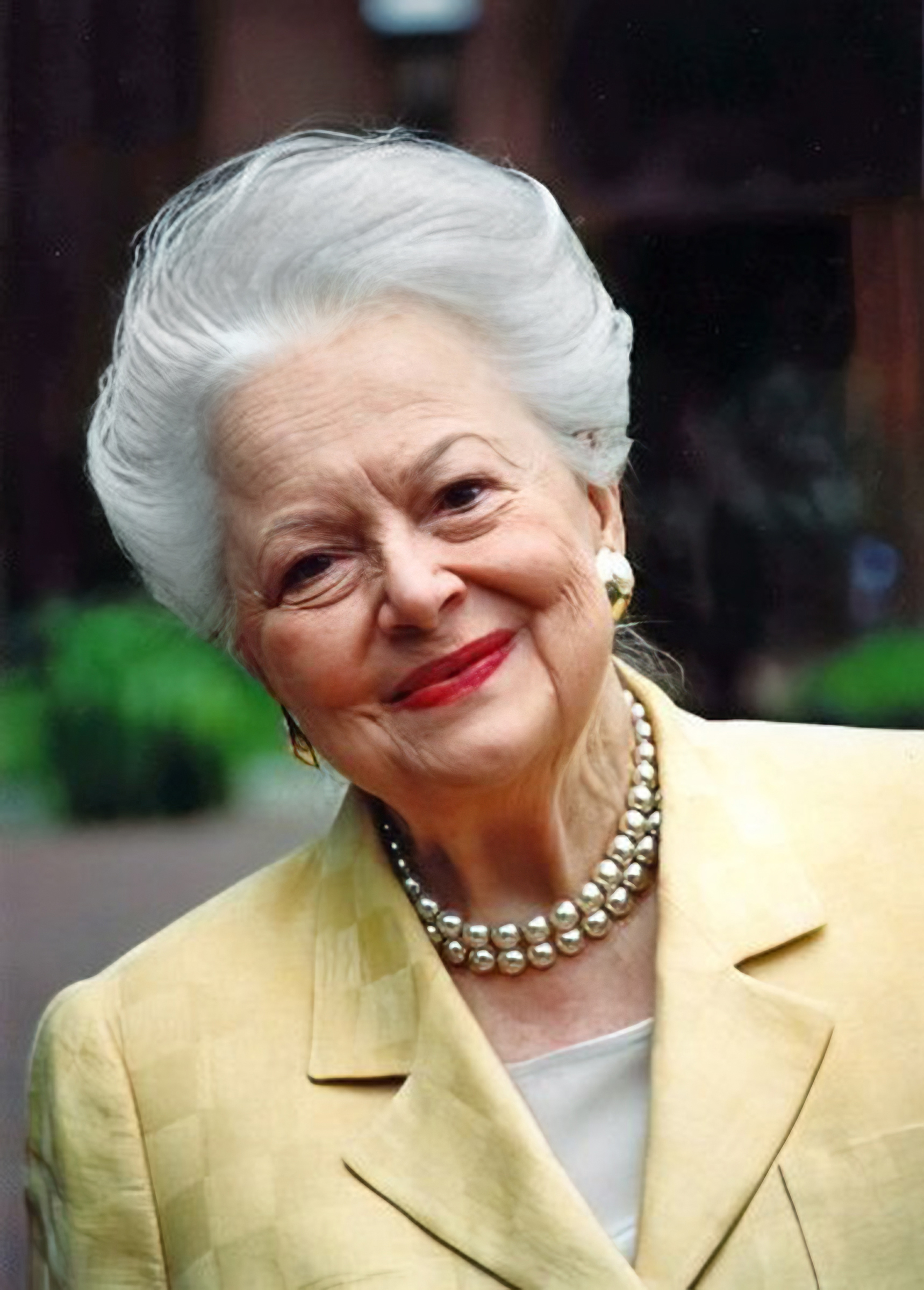
Olivia de Havilland (2001)

Dame Olivia Mary de Havilland DBE (/də ˈhævɪlənd/) (* 1. Juli 1916 in Tokio, Japan; † 26. Juli 2020 in Paris, Frankreich) war eine britische Filmschauspielerin mit US-amerikanischer und französischer Staatsbürgerschaft. Die Schwester der Schauspielerin Joan Fontaine war eine der Filmlegenden der „Goldenen Ära Hollywoods“. Ihre Rollen in Mutterherz (1946) und Die Erbin (1949) brachten ihr 1947 und 1950 jeweils den Oscar als beste Hauptdarstellerin ein.
Entdeckt wurde sie 1935 von Max Reinhardt für dessen Inszenierung Ein Sommernachtstraum. Anschließend war sie mit Errol Flynn als Leinwandpaar zwischen 1935 und 1941 in acht Filmen zu sehen, darunter in Unter Piratenflagge und Robin Hood – König der Vagabunden. Ihre Darstellung der Melanie Hamilton im Filmklassiker Vom Winde verweht (1939) wurde mit einer Nominierung für den Oscar als beste Nebendarstellerin bedacht. In den 1940er-Jahren endete ihr Rechtsstreit mit Warner Brothers über die Laufzeit von Studioverträgen mit einer der wichtigsten Grundsatzentscheidungen zu dem Thema.

## Jugend

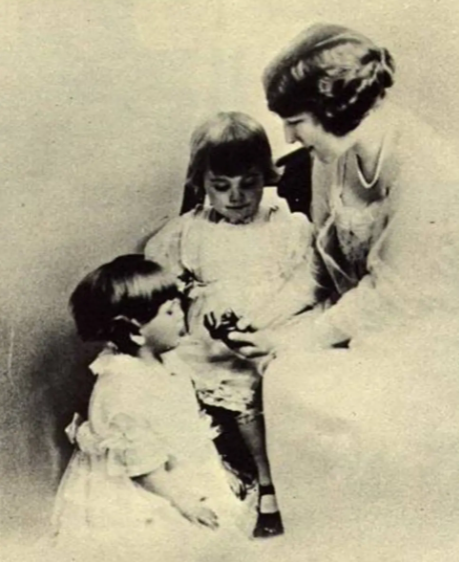
Lillian Fontaine mit ihren Töchtern Olivia de Havilland (Mitte) und Joan Fontaine

Olivia de Havilland kam am 1. Juli 1916 in Tokio als Tochter britischer Eltern zur Welt. Ihre Schwester Joan Fontaine wurde ein Jahr später geboren. Ihr Vater Augustus de Havilland, ein Cousin des Flugpioniers Geoffrey de Havilland, war ein in Japan tätiger Patentanwalt, der zuvor als Englischprofessor an der Universität Tokio gelehrt hatte. Ihre Mutter Lillian Ruse war vor ihrem Umzug nach Japan Theaterschauspielerin und hatte an der Royal Academy of Dramatic Art studiert. In den 1940er-Jahren, als ihre Töchter berühmt geworden waren, spielte Lillian, inzwischen verheiratete Fontaine, in einigen Filmen. Die Eltern, die 1914 geheiratet hatten, trennten sich bereits 1919 und ließen sich 1925 scheiden. Die Untreue des Vaters soll der Grund für die Scheidung gewesen sein.
Die Mutter zog 1919 mit den beiden Töchtern nach Saratoga in Kalifornien. Ihre Töchter wurden von ihr schon früh für eine Bühnenkarriere ausgebildet und auf entsprechende Schulen geschickt. Olivia besuchte die Notre Dame High School in Belmont sowie die Highschool in Los Gatos. In dieser Zeit heiratete die Mutter den Kaufhausbesitzer George M. Fontaine. 1933 gab Olivia de Havilland in einer Bühnenfassung von Alice im Wunderland ihr Theaterdebüt. Sie erhielt gute Kritiken und wurde kurzzeitig als Ersatz für die Rolle der Hermia in Max Reinhardts Bühnenproduktion des Shakespearestückes Ein Sommernachtstraum in der Hollywood Bowl engagiert. Als die eigentliche Darstellerin einen Film drehte, übernahm de Havilland die Rolle. Schließlich entschied sich der renommierte Theaterregisseur Reinhardt, dass de Havilland dauerhaft die Rolle der Hermia spielen durfte.

## Filmkarriere

### 1935–1939: Aufstieg zum Star
Olivia de Havilland gab ihr Leinwanddebüt als Hermia in der von Max Reinhardt und William Dieterle inszenierten Verfilmung von Ein Sommernachtstraum aus dem Jahr 1935. Sie erhielt einen festen Studiovertrag bei Warner Brothers und wurde unmittelbar danach schon als Leading Lady an der Seite von Joe E. Brown in Alibi Ike und neben James Cagney in The Irish In Us eingesetzt. Ihren Durchbruch hatte de Havilland im selben Jahr neben Errol Flynn in dem Abenteuerfilm Captain Blood, der Ende 1935 in den Verleih kam und mit seinem Kassenerfolg zu einer Wiederbelebung des Genres des Abenteuerfilms führte.
Wegen der positiven Resonanz von Publikum und Presse setzten die Studios die beiden jungen Schauspieler als Leinwandpaar in den nächsten Jahren noch in sieben weiteren Filmen ein, darunter Der Verrat des Surat Khan von 1936 und im Filmklassiker Robin Hood – König der Vagabunden aus dem Jahr 1938 als Maid Marian. Flynn und de Havilland wurde wegen ihrer Harmonie auf der Kinoleinwand eine Affäre unterstellt, was de Havilland jedoch stets verneinte. Sie hätten eine rein freundschaftliche Beziehung gehabt, auch wenn Flynn angeblich bei Der Verrat des Surat Khan in sie verliebt gewesen sein soll.
Während die Rollen an der Seite von Flynn eher eindimensional und auf die Romanze mit dem Hauptdarsteller beschränkt blieben, spielte de Havilland auch schon früh in Dramen, unter anderem als Partnerin von Fredric March in der preisgekrönten Literaturverfilmung Anthony Adverse von 1936. Außerdem war sie Ende der 1930er-Jahre in einer Reihe von Screwball-Komödien zu sehen, darunter als liebestolle Verehrerin in It’s Love I’m After (1937) neben Leslie Howard und Bette Davis sowie in Liebe zu viert (1938), abermals an der Seite von Errol Flynn und Patric Knowles.

### 1939–1949: Karrierehöhepunkt als dramatische Schauspielerin

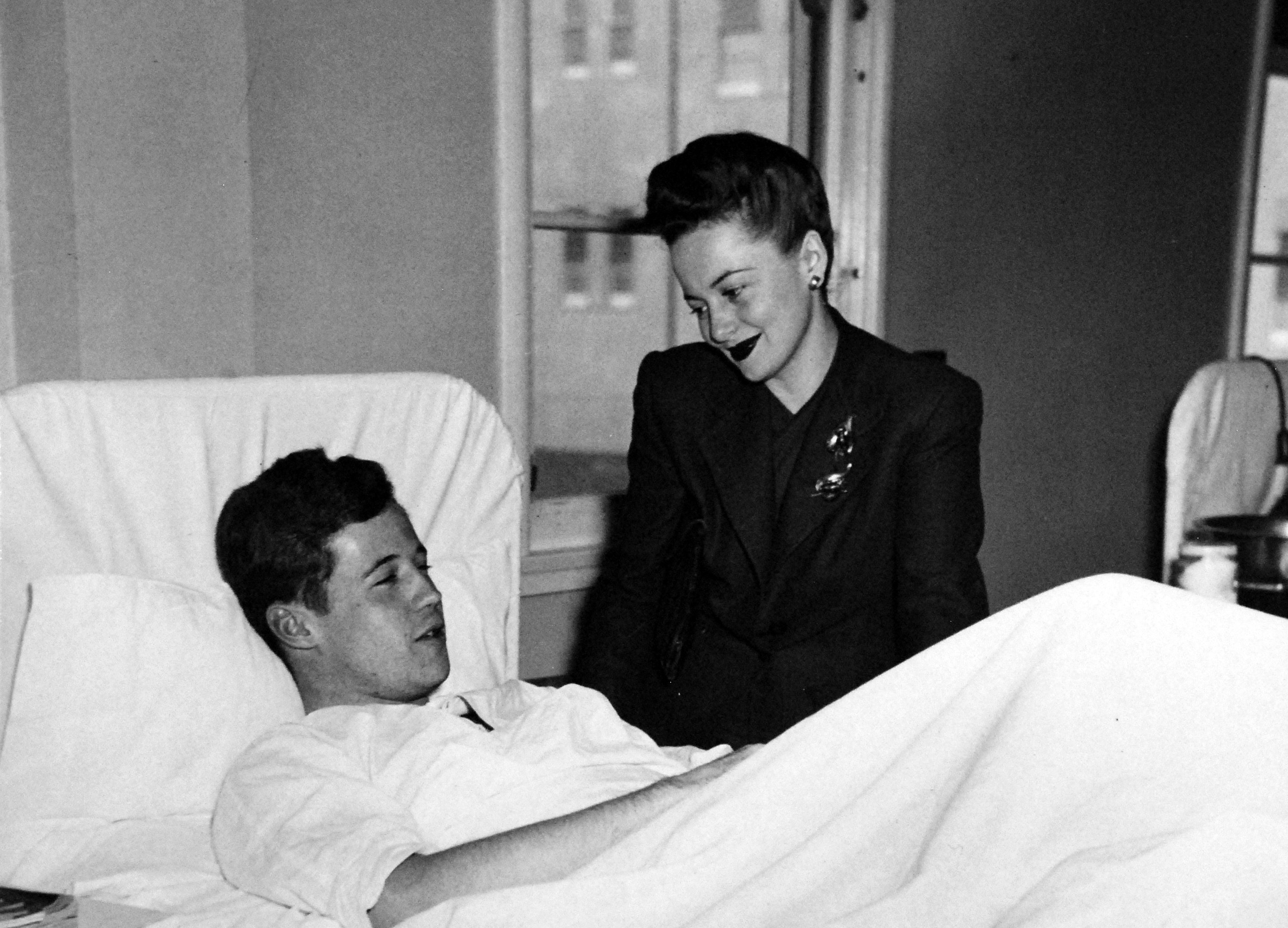
Olivia de Havilland am Krankenbett eines Soldaten (1944)

Der Durchbruch als dramatische Schauspielerin gelang ihr 1939 als gutherzige Melanie Hamilton mit Vom Winde verweht. Für ihre Leistung erhielt Olivia de Havilland 1939 eine Nominierung für den Oscar als beste Nebendarstellerin, obwohl sie im Filmvorspann als Hauptdarstellerin angekündigt wird; sie unterlag jedoch Hattie McDaniel. Bei diesem Film hatte de Havilland 1938 den ersten von vielen Konflikten mit dem Studio, nachdem sich das Management zunächst geweigert hatte, sie an den Vom-Winde-verweht-Produzenten David O. Selznick auszuleihen. Olivia de Havilland wandte sich schließlich an die Ehefrau von Studioboss Jack L. Warner, um die Rolle zu bekommen.
Durch die Verkörperung der Melanie Hamilton wurde sie dann noch häufiger für bodenständige und ehrliche, zugleich oft etwas schüchterne Figuren eingesetzt. 1941 wurde sie für Mitchell Leisens Das goldene Tor für den Oscar als beste Hauptdarstellerin nominiert, sie verlor jedoch gegen ihre Schwester Joan Fontaine und deren Auftritt in Verdacht. In dem Filmdrama spielte de Havilland eine naive amerikanische Lehrerin, die einen an der mexikanisch-amerikanischen Grenze feststeckenden Rumänen heiratet, der aber nur an einer Einreiseerlaubnis interessiert ist. Ihr letzter gemeinsamer Auftritt neben Flynn erfolgte ebenfalls 1941 in Sein letztes Kommando.
In der Zwischenzeit eskalierte ihr Streit mit Warner Brothers um bessere Rollen. 1943 wurde sie kurz nach den Dreharbeiten zum Drama Devotion, in dem sie Charlotte Brontë spielte, von ihrem Studio suspendiert und durfte keine Filme mehr drehen. 1944, am Ende eines langen Rechtsstreits, entschied ein kalifornisches Berufungsgericht zu Gunsten der Schauspielerin. Die bis dahin gängige Praxis, die Laufzeit eines Studiovertrags automatisch um die Zeit zu verlängern, in denen Schauspieler suspendiert waren, wurde verboten. Ebenso verboten wurden Verträge im Showgeschäft mit einer Laufzeit von über sieben Jahren.
Das Urteil wurde Teil des „de Havilland Law“, einer arbeitsrechtlichen Regelung für die Unterhaltungsindustrie in Kalifornien, die die Laufzeit der damals in Hollywood üblichen Studioverträge neu regelte. Das Urteil trug dazu bei, dass viele große Hollywood-Stars begannen, ohne Studiovertrag zu arbeiten, wodurch das Studiosystem an Macht verlor. Nach dem „de Havilland Law“ werden auch heute noch Prozesse im amerikanischen Showgeschäft entschieden.

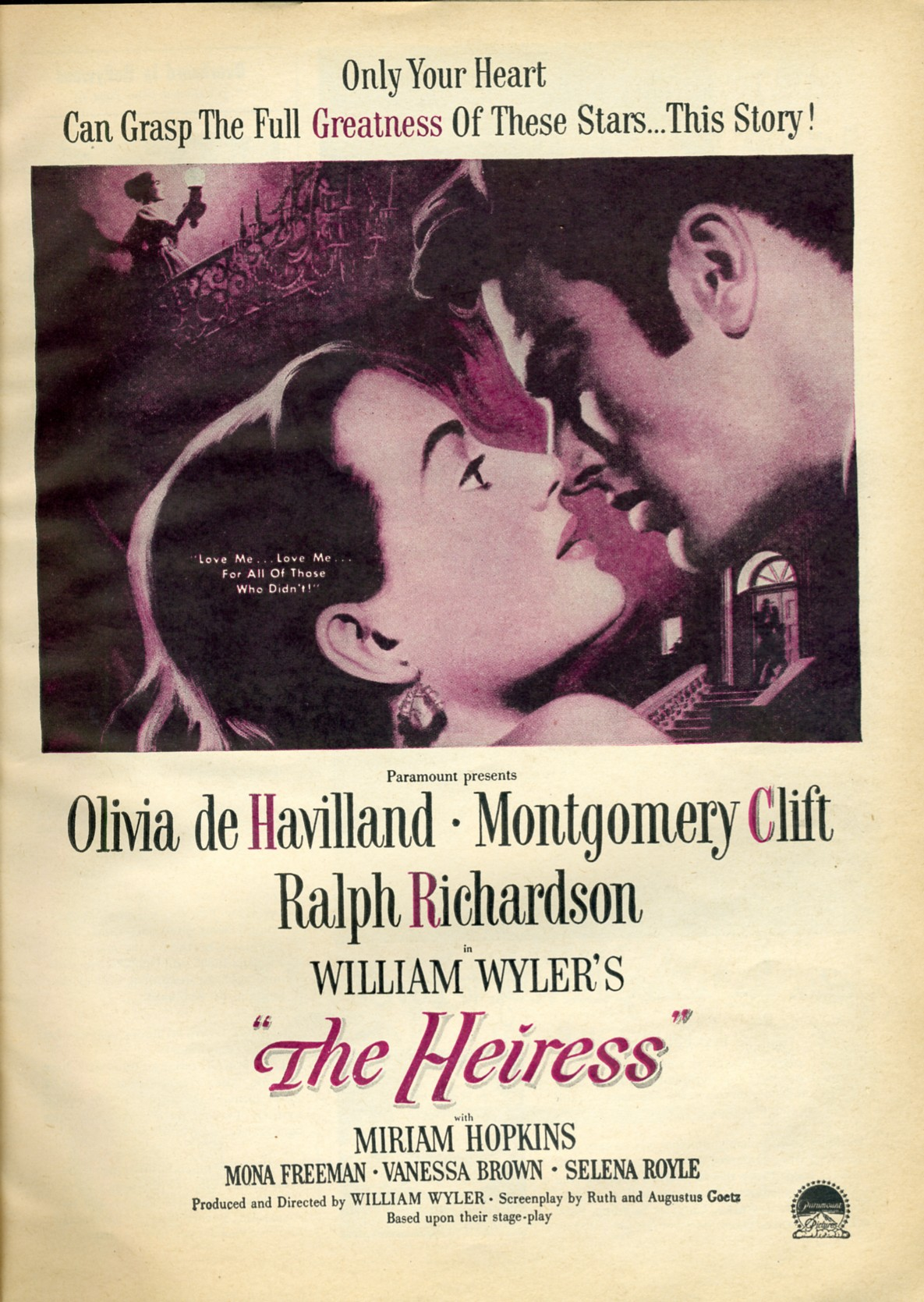
Die Erbin: Filmplakat von 1949, Olivia de Havilland mit Montgomery Clift

Die Schauspielerin arbeitete seitdem ohne festes Studioengagement und vollzog einen Rollenwechsel. Nachdem sie zuvor fast ausschließlich gutmütige und damenhafte Figuren gespielt hatte, nahm sie nun auch häufig dramatische Rollen mit düsteren Facetten an. So war sie als eineiiges Zwillingspaar in dem Film noir Der schwarze Spiegel zu sehen, das sich in einem Mordfall gegenseitig deckt, wobei eine von ihnen die Mörderin ist. Sie gewann ihren ersten Oscar als beste Hauptdarstellerin 1946 für das die beiden Weltkriege umspannende Melodram Mutterherz, erneut unter der Regie von Mitchell Leisen, in dem sie eine von ihrem Sohn getrennt lebende Frau verkörperte.
Zwei Jahre später wurde sie abermals für einen Oscar nominiert, diesmal für ihre Darstellung in Die Schlangengrube. Unter der Regie von Anatole Litvak thematisierte der Film die damals unzumutbaren Zustände in den amerikanischen Nervenheilanstalten. Für ihre Darstellung in Die Erbin, William Wylers Verfilmung des gleichnamigen Theaterstücks von Ruth und Augustus Goetz, das auf Henry James Roman Washington Square basiert, gewann de Havilland 1950 ihren zweiten Oscar als beste Hauptdarstellerin. In Die Erbin spielte sie erneut eine schüchterne und unscheinbar wirkende Frau, die sich an ihrem Liebhaber rächt, der sie Jahre zuvor hatte sitzenlassen.

### Rückzug aus dem Filmgeschäft und späte Filme

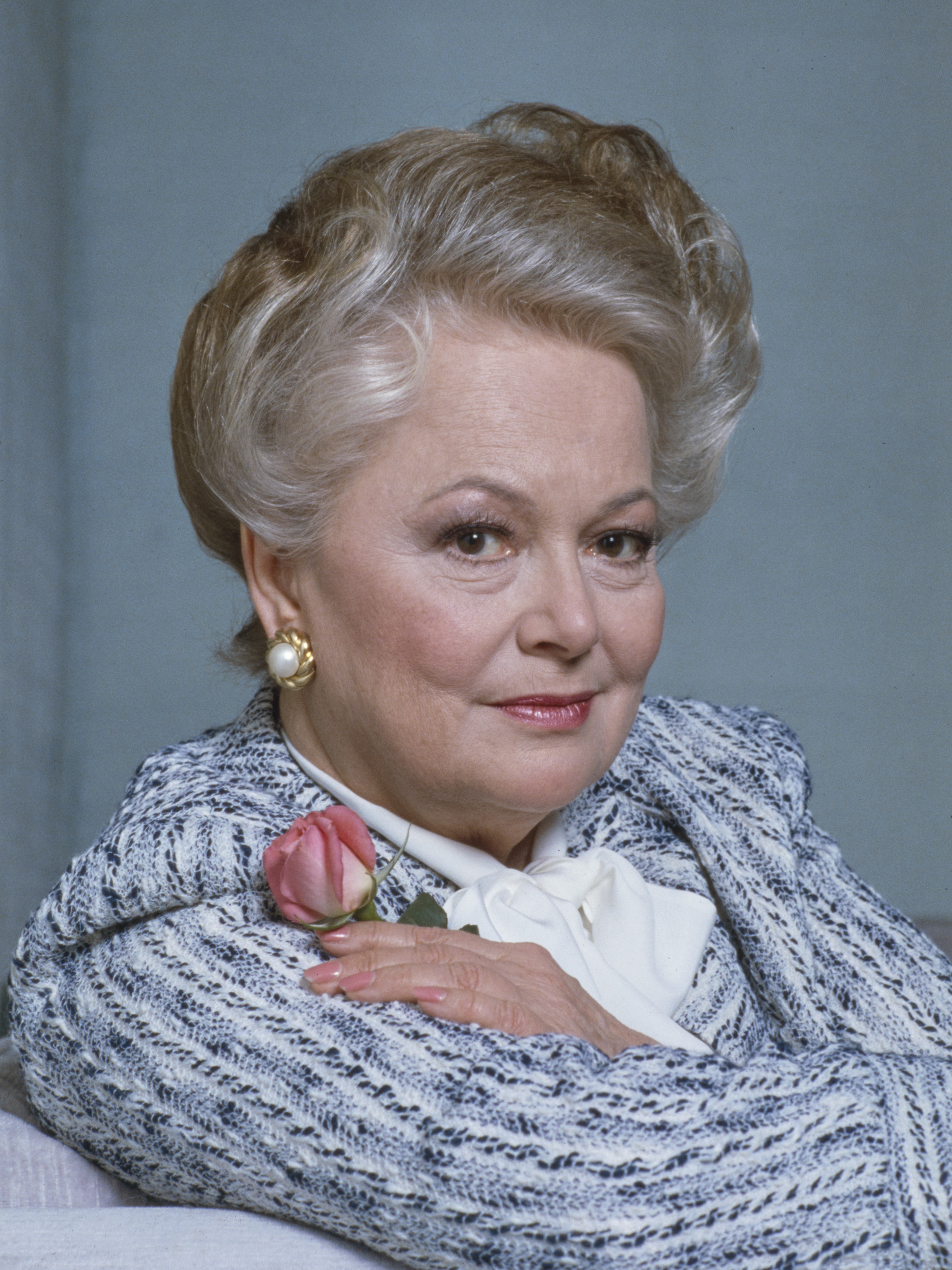
Olivia de Havilland (1985)

Ab Anfang der 1950er-Jahre wurden in Hollywood durch den Aufstieg des Fernsehens weniger Filme als zuvor produziert, der Kampf um Rollen wurde härter, so dass de Havilland vorzog, weniger Filme zu drehen und sich mehr um ihre Kinder zu kümmern. Sie lehnte etwa die Rolle der Blanche DuBois in dem Filmklassiker Endstation Sehnsucht (1951) ab, die ihr noch vor Vivien Leigh angeboten worden war.
Zu ihren bekanntesten Filmen der 1950er-Jahre zählen das Drama Meine Cousine Rachel mit Richard Burton sowie … und nicht als ein Fremder, in dem sie eine Krankenschwester spielt, deren Ehemann (verkörpert von Robert Mitchum) sie nur aus finanziellen Gründen geheiratet hat. Während dieser Zeit spielte sie auch Hauptrollen in drei Broadway-Produktionen, darunter als Julia in Romeo und Julia. Ihre Hauptrolle in dem Horrorfilm Lady in a Cage, der sie 1964 als hilfloses Opfer von Einbrechern zeigte, kommentierte ein Kritiker mit den Worten:

“Add Olivia to the name of actresses who would rather be freaks than forgotten.”

„Zählen Sie Olivia zu der Sorte von Schauspielerinnen, die lieber Narren sind, als vergessen zu werden.“

Ebenfalls 1964 ersetzte Olivia de Havilland die erkrankte Joan Crawford in Robert Aldrichs Grand-Guignol-Film Wiegenlied für eine Leiche. Sie spielte darin die bösartige Cousine von Bette Davis, die diese um den Verstand bringen will, damit sie an deren Vermögen kommt. 1965 fungierte sie als die erste Jurypräsidentin der Filmfestspiele von Cannes.
In den 1970er-Jahren übernahm sie sporadisch noch in einigen Filmen wie Papst Johanna oder Verschollen im Bermuda-Dreieck wichtige Nebenrollen. In der populären Miniserie Fackeln im Sturm verkörperte sie 1986 in mehreren Folgen Mrs. Neil, die Verwaltungsinspektorin eines Lazaretts. 1986 holte sie ihren zweiten Golden Globe für die Darstellung der russischen Zarenmutter Maria in dem Fernsehfilm Anastasia. Nach einem Auftritt in dem Fernsehfilm König ihres Herzens (1988) zog sie sich ganz aus dem Schauspielgeschäft zurück. Nur 2009 fungierte sie noch einmal als Erzählerin der Kurzfilm-Dokumentation I Remember Better When I Paint, die sich mit den Auswirkungen der Alzheimer-Krankheit befasst.

## Privatleben und Ruhestand
Olivia de Havilland und Joan Fontaine sind das einzige Geschwisterpaar, das jemals einen Oscar als Schauspielerinnen erhalten hat. In der Presse wurde seit jeher über das angespannte Verhältnis zwischen den beiden Schwestern spekuliert. Zu einem Zerwürfnis soll es auf der Oscarverleihung 1942 gekommen sein, als Fontaine auf ihrem Weg zum Podium den Versuch de Havillands, ihr zu gratulieren, abgewehrt haben soll. Fontaine hielt ihre ältere Schwester für neidisch: „Ich habe zuerst geheiratet, habe den Oscar vor Olivia gewonnen, und wenn ich vor ihr sterben sollte, wird sie zweifellos wütend sein, weil ich wieder schneller war.“ Nach dem Tod Fontaines im Dezember 2013 teilte de Havilland mit, sie sei „bestürzt und traurig“ über den Tod ihrer Schwester.
Von Dezember 1939 bis März 1942 hatte de Havilland eine Beziehung mit James Stewart, der sogar eine Hochzeit mit ihr geplant hatte. Als Stewart im Krieg war, verliebte sich de Havilland in den Regisseur John Huston. 1946 heiratete die Schauspielerin den Kriegsveteranen und Schriftsteller Marcus Goodrich (1897–1991). Ihr Sohn Benjamin wurde 1949 geboren. Er starb am 1. Oktober 1991 an einem Hodgkin-Lymphom. De Havillands Ehe mit Goodrich wurde 1952 geschieden. 1955 heiratete sie Pierre Galante (1909–1998), einen Mitarbeiter von Paris Match, und zog mit ihm nach Paris, wo sie bis zuletzt lebte. 1956 wurde die Tochter Gisele geboren. 1962 trennten sie sich, allerdings ließen Galante und de Havilland sich erst 1979 scheiden. De Havilland blieb jedoch mit ihm befreundet und pflegte ihn über mehrere Jahre bis zu seinem Krebstod.

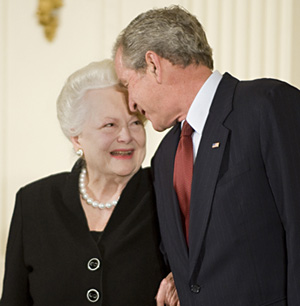
Olivia de Havilland mit George W. Bush bei der Verleihung der National Medal of Arts (2008)

Olivia de Havilland absolvierte in späteren Jahren nur noch selten öffentliche Auftritte, als sie zu den letzten lebenden Stars aus dem Studiosystem der „Goldenen Ära Hollywoods“ zählte. 2003 präsentierte sie auf der 75. Oscarverleihung eine große Gruppe von Oscargewinnern mit einer Einführung. 2004 interviewte Turner Classic Movies de Havilland zum Film Vom Winde verweht. 2006 wurde sie von der Academy of Motion Picture Arts and Sciences mit einer Gala geehrt. Zwei Jahre später überreichte ihr George W. Bush die National Medal of Arts, laut dem damaligen US-Präsidenten für ihre „überzeugende und unwiderstehliche Fähigkeit als Schauspielerin in Rollen von Shakespeares Hermia bis zu Margaret Mitchells Melanie. Ihre Unabhängigkeit, Integrität und Anmut gewannen kreativen Freiraum für sich selbst und andere Filmschauspieler“ (der letzte Satz ist eine Anspielung auf das de Havilland Law). In Frankreich wurde Olivia de Havilland 2010 von Nicolas Sarkozy zum Ritter der Ehrenlegion ernannt.
Anlässlich ihres 100. Geburtstages wurde die Schauspielerin 2016 in zahlreichen Presseberichten gewürdigt. Im Juni 2017, zwei Wochen vor ihrem 101. Geburtstag, wurde sie von Elisabeth II. als bis dahin älteste Frau zur Dame geschlagen. De Havilland bezeichnete diese Ehrung als das „erfreulichste aller Geburtstagsgeschenke“.
2017 reichte De Havilland in Los Angeles wegen der Fernsehserie Feud Klage gegen den US-Sender FX ein. Darin geht es um die Rivalität der Hollywood-Diven Joan Crawford und Bette Davis. De Havilland, die in der Serie von Catherine Zeta-Jones dargestellt wird, fühlte sich nach Angaben ihrer Anwältin falsch zitiert und falsch porträtiert. Ihr guter Ruf werde geschädigt. Die Klage wurde 2018 abgewiesen, woraufhin De Havilland ankündigte, den amerikanischen Supreme Court einschalten zu wollen, was aber im Sande verlief.
Olivia de Havilland lebte über Jahrzehnte in einem Stadthaus in der Rue Benouville und zuletzt in einem Appartement im Pariser Hotel Saint James. Sie starb im Juli 2020 im Alter von 104 Jahren.

## Auszeichnungen

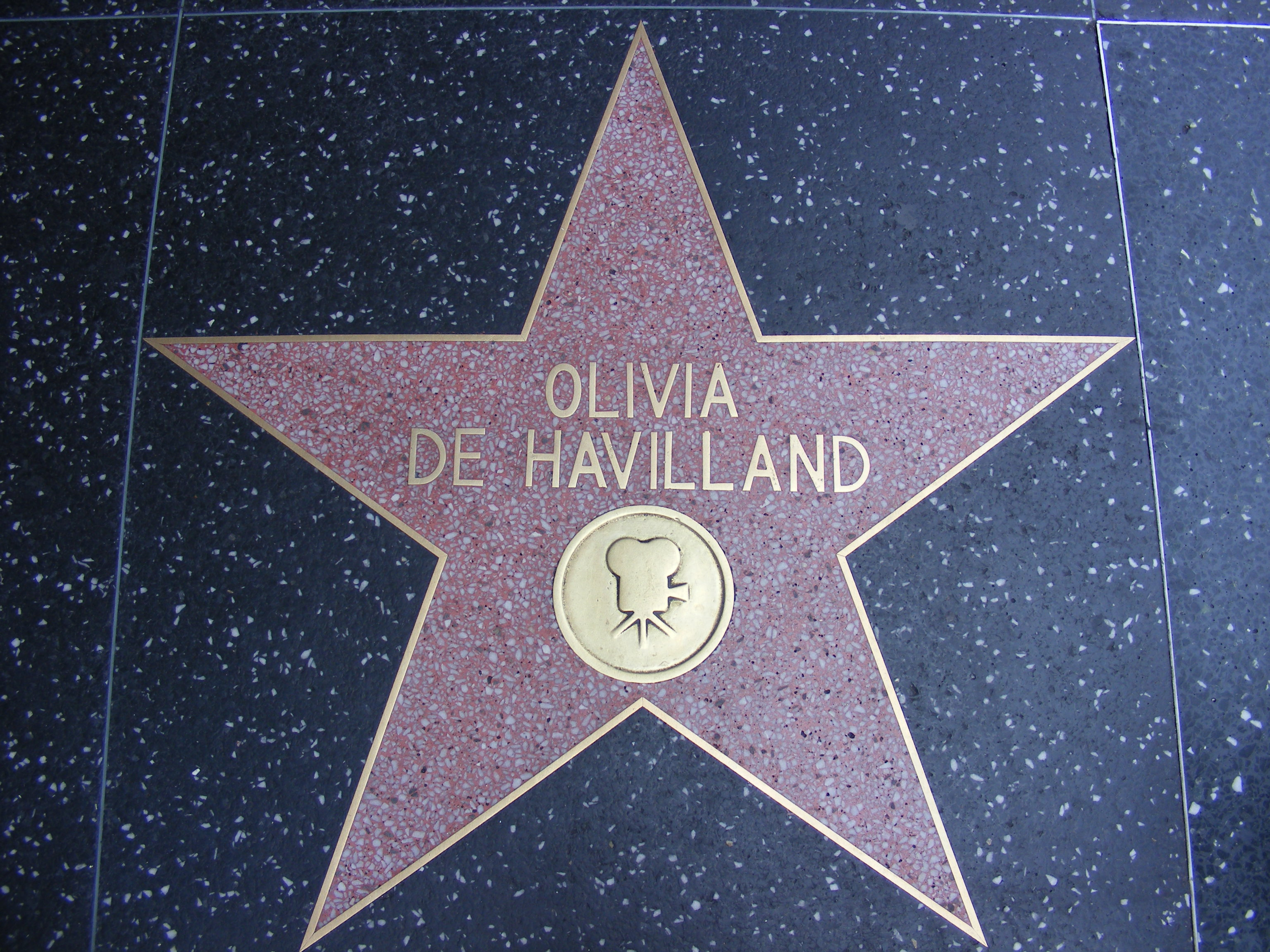
Olivia de Havillands im Jahr 1960 eingelassener Stern auf dem Hollywood Walk of Fame

### Oscar
- 1940 – nominiert als Beste Nebendarstellerin für Vom Winde verweht
- 1942 – nominiert als Beste Hauptdarstellerin für Das goldene Tor
- 1947 – Oscar als Beste Hauptdarstellerin für Mutterherz
- 1949 – nominiert als Beste Hauptdarstellerin für Die Schlangengrube
- 1950 – Oscar als Beste Hauptdarstellerin für Die Erbin

### Golden Globes
- 1950 – Golden Globe als Beste Hauptdarstellerin (Drama) für Die Erbin
- 1953 – nominiert als Beste Hauptdarstellerin (Drama) für Meine Cousine Rachel
- 1987 – Golden Globe als Beste Nebendarstellerin – Serie, Mini-Serie oder TV-Film für Anastasia

### Weitere Filmpreise
New York Film Critics Award
- 1948: Gewonnen für Die Schlangengrube
- 1949: Gewonnen für Die Erbin

National Board of Review Award
- 1948: Gewonnen für Die Schlangengrube

Internationale Filmfestspiele von Venedig
- 1949: Coppa Volpi für Die Schlangengrube

Internationale Filmfestspiele von Cannes
- 2015: „Women in Motion Honor“-Award[31]

### Weitere Ehrungen
- 1952: Hinterlassung von Fuß- und Handabdrücken am TCL Chinese Theatre
- 1960: Stern auf dem Hollywood Walk of Fame
- 1998: Ehrendoktorwürde der University of Hertfordshire[32]
- 2008: National Medal of Arts
- 2010: Ernennung zum Mitglied der Ehrenlegion
- 2016: „Oldie of the Year“, Auszeichnung des britischen Magazins The Oldie[33]
- 2017: Ernennung zur Dame Commander of the British Empire

In Mexiko-Stadt ist die Calle de Dulce Olivia nach ihr benannt.

## Filmografie
- 1935: Alibi Ike
- 1935: The Irish in Us
- 1935: Ein Sommernachtstraum (A Midsummer Night’s Dream)
- 1935: Unter Piratenflagge (Captain Blood)
- 1936: Ein rastloses Leben (Anthony Adverse)
- 1936: Der Verrat des Surat Khan (The Charge of the Light Brigade)
- 1937: Call It a Day
- 1937: Kavalier nach Mitternacht (It’s Love I’m After)
- 1937: The Great Garrick
- 1938: Goldene Erde Kalifornien (Gold Is Where You Find It)
- 1938: Robin Hood – König der Vagabunden (The Adventures of Robin Hood)
- 1938: Liebe zu viert (Four’s A Crowd)
- 1938: Hard to Get
- 1939: Wings of the Navy
- 1939: Herr des wilden Westens (Dodge City)
- 1939: Günstling einer Königin (The Private Life of Elizabeth and Essex)
- 1939: Raffles
- 1939: Vom Winde verweht (Gone With the Wind)
- 1940: My Love Came Back
- 1940: Land der Gottlosen (Santa Fe Trail)
- 1941: Schönste der Stadt (Strawberry Blonde)
- 1941: Das goldene Tor (Hold back the Dawn)
- 1941: Sein letztes Kommando (They Died with Their Boots On)
- 1942: Thema: Der Mann (The Male Animal)
- 1942: Ich will mein Leben leben (In This Our Life)
- 1943: Der Pilot und die Prinzessin (Princess O’Rourke)
- 1943: Thank Your Lucky Stars (Cameo-Auftritt)
- 1943: Government Girl
- 1946: Mutterherz (To Each His Own)
- 1946: Devotion [1943 gedreht]
- 1946: The Well-Groomed Bride
- 1946: Der schwarze Spiegel (The Dark Mirror)
- 1948: Die Schlangengrube (The Snake Pit)
- 1949: Die Erbin (The Heiress)
- 1952: Meine Cousine Rachel (My Cousin Rachel)
- 1955: Die Dame des Königs (That Lady)
- 1955: … und nicht als ein Fremder (Not As A Stranger)
- 1956: Die große und die kleine Welt (The Ambassadors Daughter)
- 1958: Der stolze Rebell (Proud Rebell)
- 1959: Die Nacht ist mein Feind (Libel)
- 1962: Licht auf der Piazza (Light on the Piazza)
- 1964: Lady in a Cage
- 1964: Wiegenlied für eine Leiche (Hush...Hush, Sweet Charlotte)
- 1969: Die letzten Abenteurer (The Adventurers)
- 1972: Papst Johanna (Pope Joan)
- 1977: Verschollen im Bermuda-Dreieck (Airport ’77)
- 1978: Der tödliche Schwarm (The Swarm)
- 1979: Das Geheimnis der eisernen Maske (The 5th Musketeer)

Fernsehauftritte (Auswahl)
- 1965: Big Valley – 1 Folge
- 1966: Noon Wine
- 1968: The Danny Thomas Hour
- 1969: The Screaming Woman

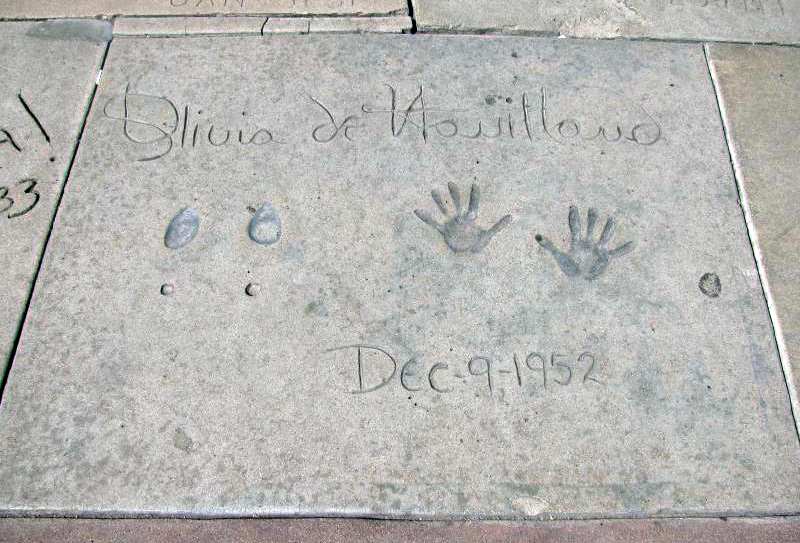
Hand- und Schuhabdrücke am Grauman’s Chinese Theatre

- 1979: Roots – Die nächsten Generationen (Roots: The Next Generations) – 2 Folgen
- 1981: Love Boat – 1 Folge
- 1982: Mörderische Leidenschaft (Murder Is Easy)
- 1982: Die Romanze von Charles und Diana (The Royal Romance of Charles and Diana)
- 1985: Fackeln im Sturm (North and South) – 6 Folgen
- 1986: Anastasia (Anastasia: The Mystery of Anna)
- 1988: König ihres Herzens (The Woman He Loved)